# Federação Costarriquenha de Futebol
A Federação Costarriquenha de Futebol (em espanhol: Federación Costarricense de Fútbol, ou FCF) é o órgão dirigente do futebol na Costa Rica. Ela é filiada à FIFA, à CONCACAF e à UNCAF. Ela é a responsável pela organização dos campeonatos disputados no país como o Campeonato Costarriquenho de Futebol, bem como da Seleção Nacional Masculina e da Seleção Nacional Feminina.

## História
Em 13 de junho de 1921, a Liga Nacional de Fútbol foi criada por alguns clubes (Liga Deportiva Alajuelense, Club Sport Cartaginés, Club Sport Herediano, Club Sport La Libertad,  Sociedad Gimnástica Española de San José, Club Sport La Unión de Tres Ríos e Sociedad Gimnástica Limonense) para dirigir e organizar o futebol na Costa Rica. Em 1931 a liga  foi ampliada e renomeada Federación Deportiva de Costa Rica; em seguida, Federación Nacional de Fútbol e, nos anos 70, para Federación Costarricense de Fútbol (FEDEFUTBOL).